# Sye
Sye – rzeka we Francji, przepływająca przez teren departamentu Drôme, o długości 12,5 km. Stanowi dopływ rzeki Drôme.